# Commodoro dell'aria
Commodoro dell'aria (inglese: Air commodore) abbreviato Air Cdre nella RAF, nell'IAF e nella PAF e AIRCDRE nella RNZAF e nella RAAF è un grado della Royal Air Force e di numerose aeronautiche militari del Commonwealth e di tradizione britannica. Il suo codice NATO è OF-6, che colloca questo grado al di sopra del capitano di gruppo, e al di sotto del Vice maresciallo dell'aria ed è l'equivalente del grado di Brigadiere del British Army e del corpo dei Royal Marines e del grado di Commodoro delle Royal Navy che pur non avendo un equivalente nella Marina Militare Italiana può essere equiparabile dal punto di vista gerarchico per la codifica NATO al contrammiraglio.
Il grado omologo dell'Aeronautica Militare Italiana è generale di brigata aerea. Dal punto di vista dell'organica, il gruppo nella Royal Air Force non è equivalente nell'Aeronautica Militare Italiana al gruppo, ma alla brigata aerea.

## Commonwealth
Il grado è presente nelle forze aeree degli stati aderenti al Commonwealth e in quelli che utilizzano il sistema gerarchico britannico.

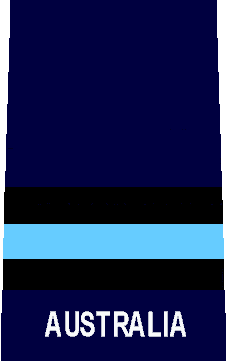
RAAF
Bangladesh Air Force
Indian Air Force
RNZAF
Pakistan Air Force

## Canada
La Royal Canadian Air Force nonostante il Canada faccia parte del Commonwealth ha utilizzato il grado di commodoro dell'aria fino all'unificazione delle forze armate del 1968, quando l'aeronautica adottò il sistema di gradi dell'esercito sostituendo la denominazione del grado di Commodoro dell'aria con quella di brigadier generale. In precedenza la denominazione del grado era Air commodore in inglese e Commodore de l'air  in francese.